# Баррабан, Жак
Жак Баррабан (фр. Jacques Barraband) — французский художник-иллюстратор, лучший зоологический и ботанический художник-иллюстратор своего времени.

## Биография
Жак Баррабан родился в Обюссоне в 1767 году, в семье Жака Баррабана и Марии-Анны Бебит. Был крещён 31 августа 1768 года. Его отец работал на местной фабрике гобеленов. Позже Жак переехал в Париж, где работал в гобеленовых и ковровых магазинах. Учился в Королевской академии живописи у Жозефа-Лорана Малена.
Был назначен профессором в Лионской школе искусств в 1807 году и умер спустя два года.
Его единственная дочь Аделина стала музыкантом.

## Творчество

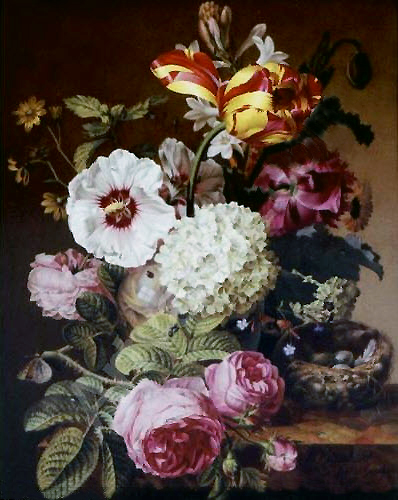
Натюрморт на фарфоре. Жак Баррабан, 1797

В период с 1801 по 1804 годы Баррабан выполнил серию акварелей птиц и цветов по прямому заказу Наполеона Бонапарта. Но его самая важная работа — это, несомненно, около 300 рисунков, которые он выполнил для трёх больших орнитологических монографий Франсуа Левальяна:
- Histoire naturelle des perroquets, Paris Levrault, Schoell & Cie, An IX—XII (1801—1805), 2 volumes. vol. 1 , vol. 2
- Histoire naturelle des oiseaux de paradis et des rolliers, suivie de celles des toucans et des barbus, Paris, Denné le jeune & Perlet, (1801—1806), 2 volumes.
- Histoire naturelle des promérops et des guêpiers (et des couroucous et touracos, faisant suite à celle des oiseaux de paradis), Paris Levrault, (1806) 1807, (1816 ou 1818) 3 volumes.

### Галерея

Некоторые работы
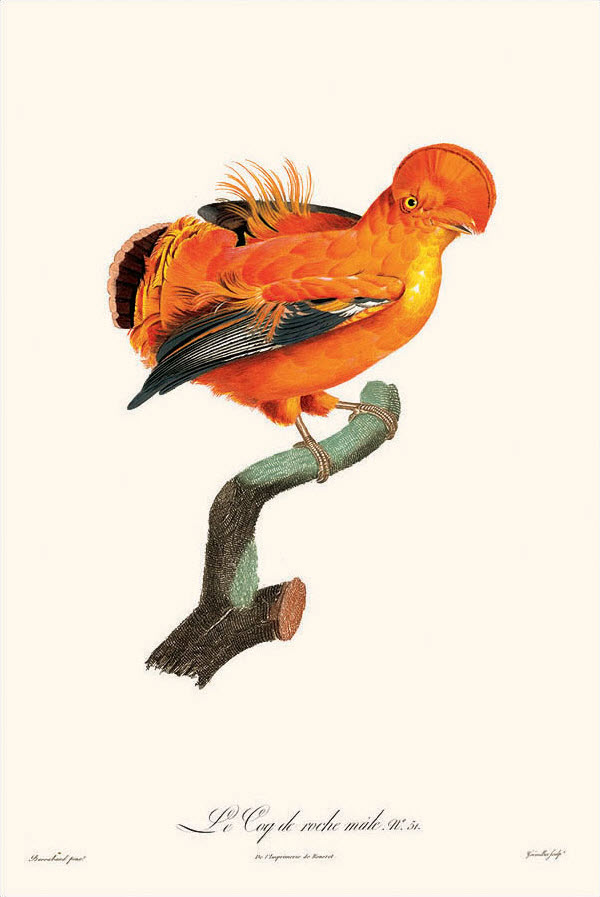
Le Coq de roche, mâle
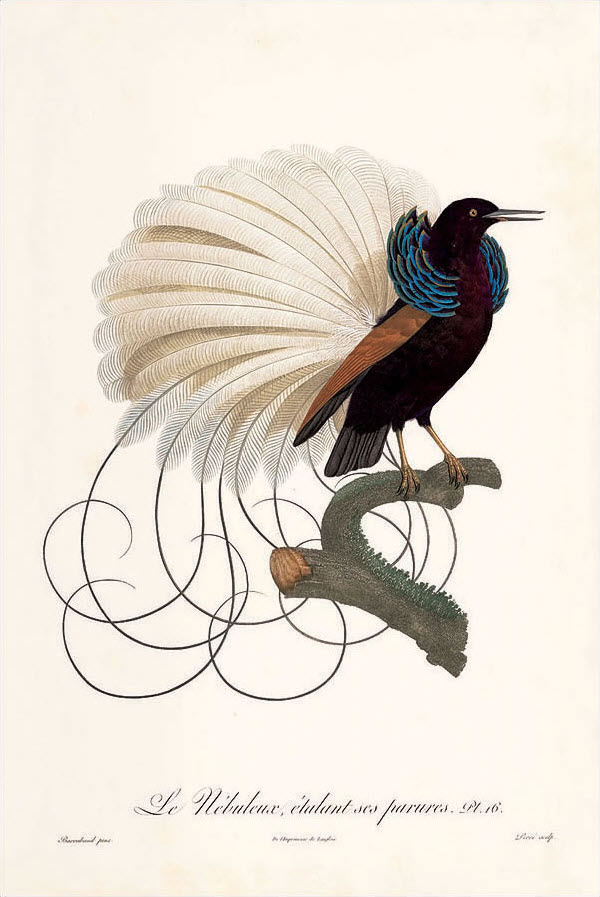
Le Nébuleux étalant ses parures
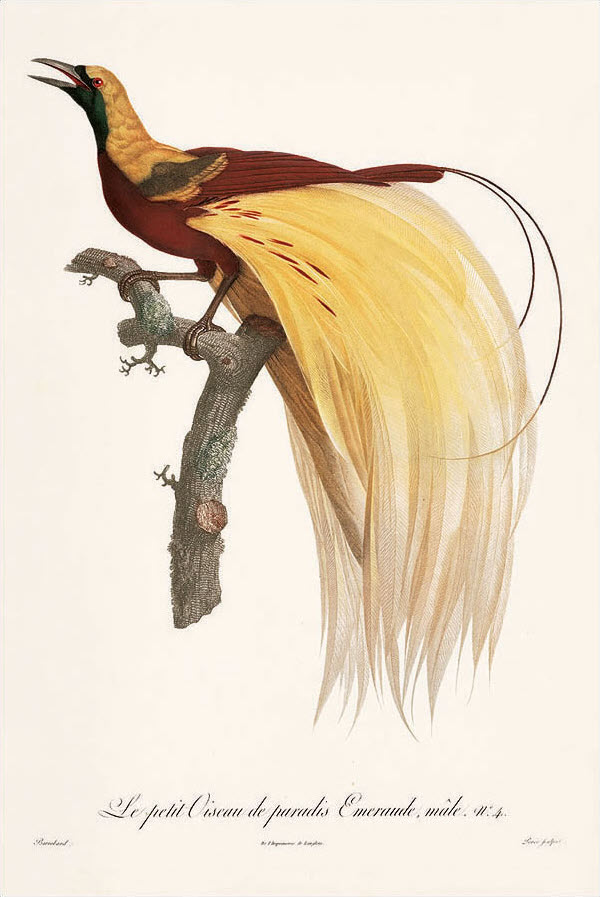
Le petit Oiseau de paradis Emeraude, mâle
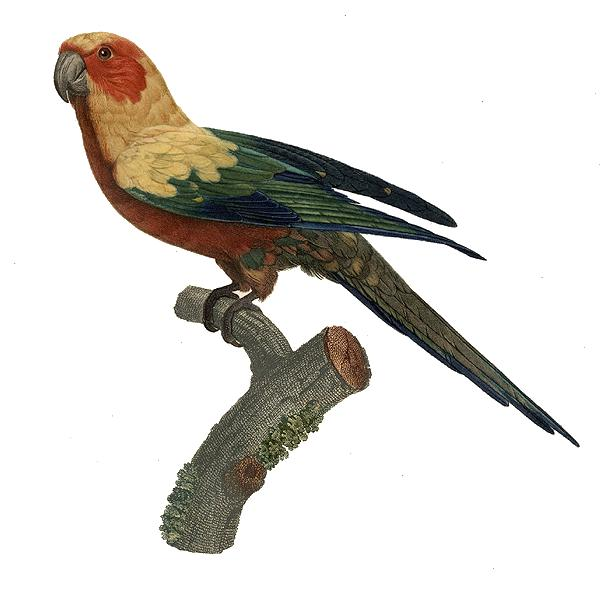
Aratinga solstitialis
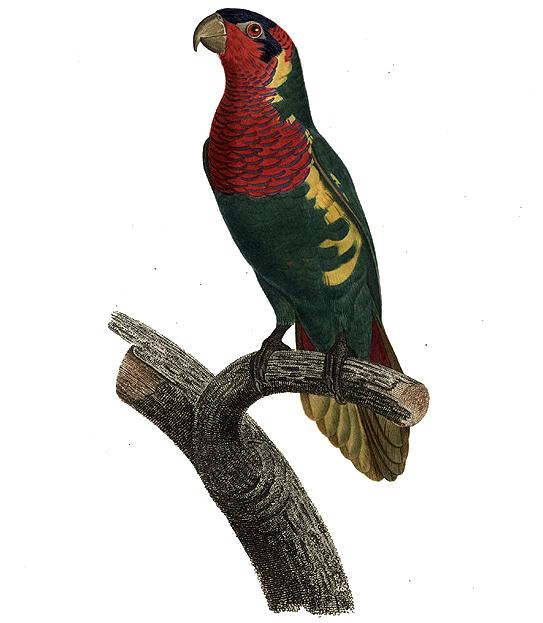
Trichoglossus ornatus
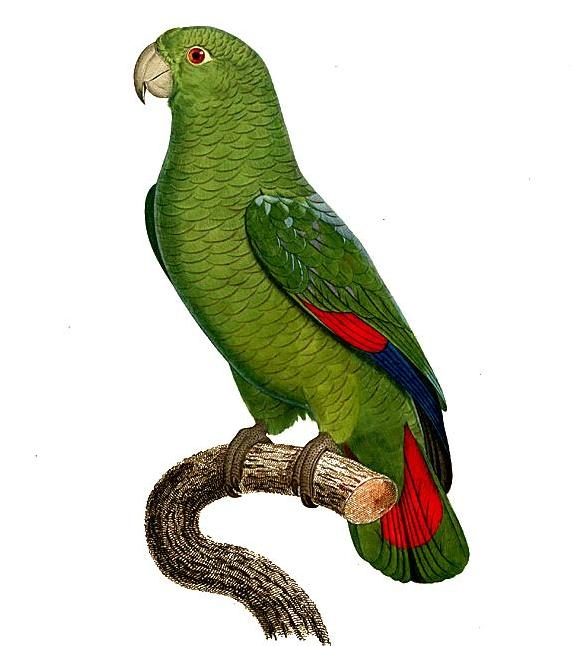
Amazona agilis